# NGC 6919
NGC 6919 is een balkspiraalstelsel in het sterrenbeeld Microscoop. Het hemelobject werd op 2 september 1836 ontdekt door de Britse astronoom John Herschel.

## Synoniemen
- ESO 285-27
- MCG -7-42-11
- IRAS 20282-4423
- PGC 64883